# Донат Задарский
Донат Задарский (хорв. Donat Zadarski; VIII век — около 811, Задар) — далматинский религиозный деятель, епископ Задара. Благодаря его усилиям в IX веке ряд городов Далмации на короткое время перешёл из Византии в состав Каролингской империи.

## Биография
Донат родился во второй половине VIII века в Далмации. В 801 году он стал епископом города Задар. Задар, как и несколько других городов Далмации находились под властью Византии, в то время как почти над всей остальной территорией региона было установлено правление императора Карла Великого. Оставшиеся под покровительством Византии далматинские города, периодически подвергались нападениям со стороны соседних государств на суше. Также над ними постоянно нависала угроза нападения со стороны моря, перед которыми эти города были практически беззащитны. Тогда в 805 году жители Задара решили отправить к каролингскому императору делегацию, с епископом Донатом в составе, с целью заключения договора о вхождении оставшихся далматинских городов в состав его империи. Карл принял предложение гостей из Далмации и издал указ о признании Далмации провинцией своей империи.
Византийский император Никифор I узнав о заключённой сделке, направил к берегам Далмации боевой флот, чтобы вновь установить над ними византийское правление. Одержав в 812 году победу, византийский император организовал в городе Ахен переговоры о заключении мира, на которые был приглашён и Донат, как представитель Задара. В ходе переговорного процесса Никифор I простил измену со стороны далматинских городов, принял их посланников как своих союзников и друзей и в качестве жеста, направленного на укрепление связей между Византией и Задаром, подарил последнему части мощей великомученицы Анастасии Узорешительницы. Доставив мощи в Задар, Донат провозгласил великомученицу Анастасию покровителем города и местной епархии, а для её останков изготовил мраморную раку.
После того, как Донат вернулся из Ахена с подписанным миром и мощами великой святой, в глазах жителей Задара он заимел весьма высокий авторитет. Отныне задарцы называли его «отцом отечества» (лат. pater patriae), а после его смерти поместили его тело в построенную недавно им же церковь Святой Троицы и не дожидаясь решения о канонизации от Папы Римского, сами провозгласили его святым.